# 榮星合唱團
榮星合唱團是臺灣的一個合唱團，1957年由辜偉甫創辦，呂泉生長年擔任團長。

## 歷史
長期以來，呂泉生期望藉著訓練兒童唱歌提升大眾的音樂素養；1957年，他在辜偉甫的協助下共同成立「榮星兒童合唱團」，呂泉生教授擔任團長一職。
創設之初，就呂教授所言：「要提高一個國家的音樂素養，必須從小孩著手，而唱歌是最好的啟蒙。」於是成立兒童合唱團。
榮星每年定期舉辦音樂會並多次應各地文化中心、工商界及海外邀請而演出，足跡遍及日本、美加、東南亞等地。
1961年成立榮星混聲團。
1962年4月成立榮星婦女主婦隊。
1982年9月創辦人辜偉甫先生病逝，為了紀念辜先生生前熱衷提倡文化。
1983年12月成立了財團法人台北榮星文教基金會，由辜嚴倬雲女士擔任董事長一職。
1991年11月呂泉生教授退休，團長職務由辜公亮文教基金會副執行長辜懷群女士接任。
1992年5月聘任瑞士籍資深指揮羅徹特為專任指揮。
1996年8月改聘林舉嫻女士為指揮。
1999年由辜濂松先生擔任董事長一職。
2000年8月榮星合唱團聘任梁秀玲教授為藝術總監暨合唱指揮。
2001年起，由辜林瑞慧女士接任榮星文教基金會董事長一職。
2002年9月聘請中國信託商業銀行林素珍協理擔任團長一職。
2006年聘任戴怡音博士為團長暨音樂總監與合唱指揮。
2009年邀請鄭怡君博士擔任團長一職。
2013年8月邀請蔡其蓁女士擔任音樂總監暨指揮一職。
2014年1月聘任黃維明教授擔任團長與音樂總監暨室內樂團指揮一職；許家銘、黃淑楨擔任副團長。
2016年1月聘任彭孟賢老師擔任合唱團團長與音樂總監，林珊慧博士擔任行政總監。
2018年起由梁秀玲教授接任合唱團團長暨藝術總監，並特聘洪晴瀠老師統籌兒童合唱團之音樂藝術發展。
榮星合唱團自創團以來，數十年寒暑的演出活動行程，已於全球世界各地留下榮星孩子們最甜美真摯的歌聲，而世代的更迭交替，更無損於榮星孩子們對合唱音樂的凝聚力，也因此邁入21世紀的榮星合唱團，除仍抱持著對合唱不減反增的熱情外，更有追求合唱音樂完美呈現的信心與決心，期待榮星在我們的努力之下，不僅成為孕育音樂人的園地、更成為國內音樂界引以為傲的代名詞。

## 連結
- 榮星文教基金會 – 榮星合唱團 & 室內樂團 （页面存档备份，存于）
- 榮星合唱團的Facebook專頁
- 榮星合唱團 - 臺灣史檔案資源系統 - 中央研究院